# Vlag van Broek in Waterland

Vlag van de gemeente Broek in Waterland
(1975-1991, ontworpen naar een afbeelding van 17e-eeuws vaandel)

De vlag van Broek in Waterland is op 25 november 1975 vastgesteld als de gemeentelijke vlag van de Noord-Hollandse gemeente Broek in Waterland, maar was al veel ouder. De vlag kan als volgt worden beschreven:
Vier banen oranje - wit - blauw - oranje, met een hoogteverhouding 1:1:1:3, en in de broektop een kanton met zijden ter grootte van 1/2 vlaghoogte; in het kanton twee banen rood en groen, met een hoogteverhouding van 3:1, beladen met een witte zwaan met opgeheven vleugels, staande op de linkerpoot, en in de opgeheven rechterpoot een bundel van zes gele pijlen. 
Het ontwerp was afkomstig van een oude beschrijving van een vaandel van de schutterij van het dorp, dat op 27 februari 1672 in een verordening als volgt werd beschreven:
Het Vaandel zal wezen van Oranje Couleur, boven in den hoek aan de stok een witte swaan met ontslagen vleugelen, staande op zijn eene poot, op een groen veld in 't root, houdende in zijn andere poot zes pijlen, te samen gebonden - terzijden de swaan drie stroken, te weten de bovenste oranje, de middelste wit en de onderste blauw.
Het gemeentelijk dundoek bleef tot 1 januari 1991 in gebruik, op die dag is de gemeente opgegaan in de nieuw opgerichte gemeente Waterland.

## Verwante afbeelding

Wapen van Broek in Waterland

Akersloot
· Andijk
· Anna Paulowna 
· Assendelft 
· Beemster 
· Bennebroek 
· Blokker 
· Broek in Waterland 
· Bussum 
· Callantsoog 
· Edam 
· Egmond 
· Egmond aan Zee 
· Egmond-Binnen 
· Graft-De Rijp 
· 's-Graveland 
· Haarlemmerliede en Spaarnwoude 
· Harenkarspel 
· Heerhugowaard 
· Hensbroek 
· Hoogwoud 
· Ilpendam 
· Jisp 
· Krommenie 
· Langedijk 
· Limmen 
· Marken 
· Midwoud 
· Monnickendam 
· Muiden 
· Naarden 
· Nederhorst den Berg 
· Nibbixwoud 
· Niedorp 
· Noorder-Koggenland 
· Obdam 
· Opperdoes 
· Schermer 
· Schermerhorn 
· Schoorl 
· Sint Maarten 
· Terschelling 
· Terschelling en Vlieland 
· Twisk 
· Venhuizen 
· Vlieland 
· Warmenhuizen
· Weesp
· Wervershoof 
· Wester-Koggenland 
· Westwoud 
· Westzaan 
· Wieringen 
· Wieringermeer 
· Wijdewormer 
· Wognum 
· Wormer 
· Wormerveer 
· Zaandam 
· Zaandijk 
· Zeevang 
· Zijpe